# Torrey DeVitto

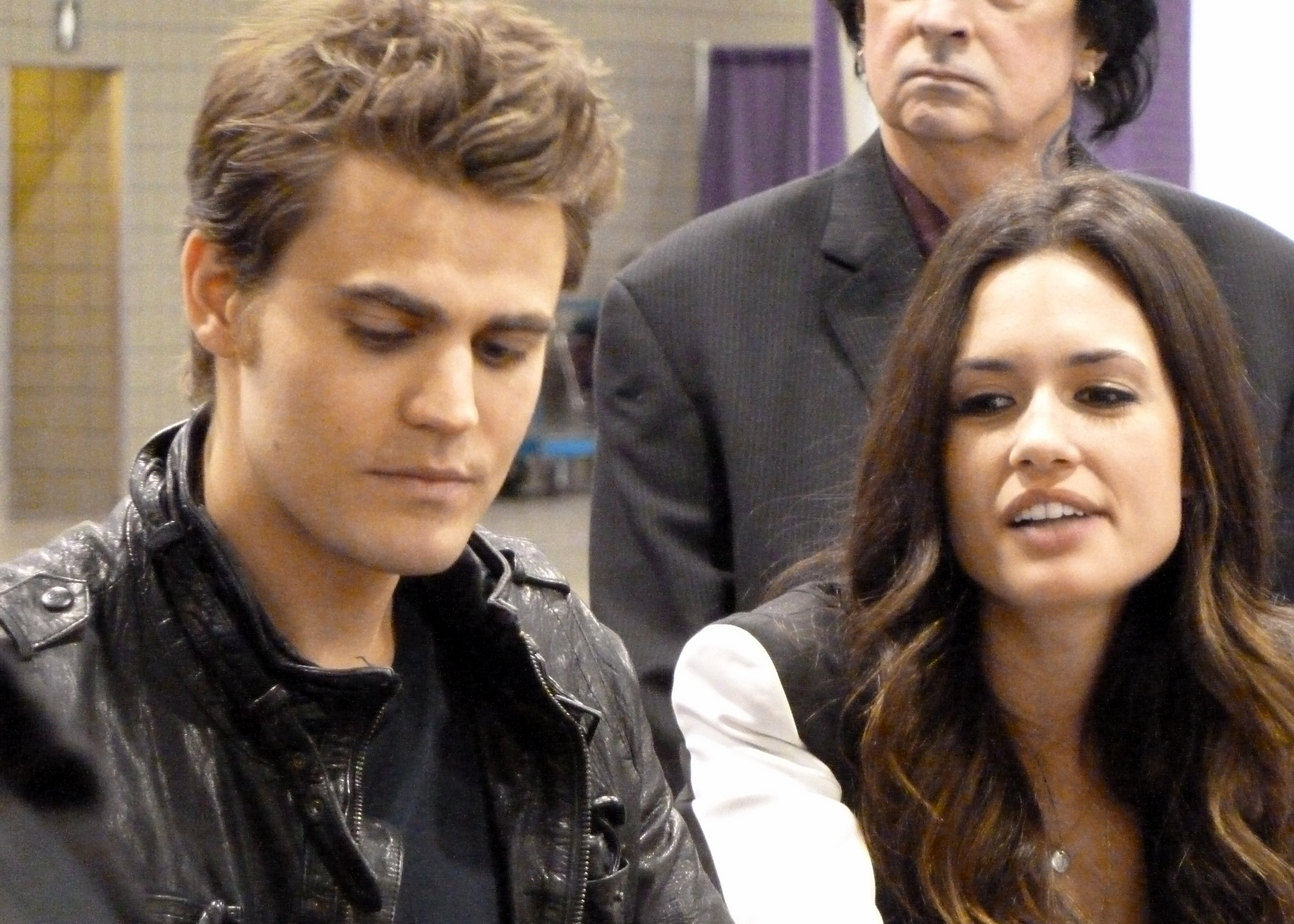
Paul Wesley i Torrey DeVitto (2012)

Torrey DeVitto (ur. 8 czerwca 1984 w Nowym Jorku) – amerykańska aktorka filmowa i telewizyjna oraz modelka.

## Życiorys
Wystąpiła jako Karen Kerr w serialu Beautiful People, jako Carrie w serialu Pogoda na miłość oraz jako wampirzyca w teledysku do piosenki Stevie Nicks – „Moonlight (A Vampire's Dream)”.
Jest byłą żoną Paula Wesleya.

## Filmografia
- 2003: Jezioro marzeń (Dawson's Creek), jako dziewczyna #1
- 2003: Hoży doktorzy (Scrubs), jako wspaniała dziewczyna z psem
- 2004–2005: Drake i Josh (Drake&Josh), jako Denise Woods/Tori
- 2005: Diabli nadali (The King of Queens), jako Tracy
- 2005: Jack&Bobby, jako Tiffany
- 2005: Starcrossed, jako Maura
- 2005–2006: Piękni (Beautiful People), jako Karen Kerr
- 2006: The Making of I'll Always Know What You Did Last Summer, jako ona sama
- 2006: Koszmar kolejnego lata (I'll Always Know What You Did Last Summer), jako Zoe
- 2007: Heber Holiday, jako Sierra Young
- 2008: CSI: Kryminalne zagadki Miami (CSI: Miami), jako Kelly Chapman
- 2008: Pogoda na miłość (One Tree Hill), jako Carrie
- 2008: Killer Movie, jako Phoebe Hilldale
- 2008: Green Flash, jako Mia
- 2009: Castle, jako Sierra Goodwin
- 2010–2017: Słodkie kłamstewka (Pretty Little Liars), jako Melissa
- 2011: Rytuał (The Rite), jako Nina
- 2011: Marcy, jako Torrey
- 2012: Cheesecake Casserole, jako Margo
- 2012–2013: Pamiętniki wampirów (The Vampire Diaries), jako Meredith Fell
- 2014: Best Christmas Party Ever, jako Jennie
- 2015-2020: Chicago Med, jako dr Natalie Manning
- 2016: Stevie D, jako Daria Laurentis
- 2019: Write Before Christmas, jako Jessica